# Мохарровые
Мохарровые, или герессовые (лат. Gerreidae), — семейство морских лучепёрых рыб отряда окунеобразных (Perciformes). Распространены в тропических и тёплых умеренных водах всех регионов. Морские, изредка солоноватоводные рыбы; несколько пресноводных видов. В состав семейства включают 8 родов и 53 вида.

## Описание
Тело серебристого цвета, покрыто циклоидной чешуёй. Голова также покрыта чешуёй, но её верхняя поверхность гладкая. Рот сильно выдвижной. Основания спинного и анального плавников с чешуйным чехлом. Один спинной плавник с 9—10 колючими и 9—17 мягкими лучами. Жаберные перепонки на приращены к истмусу. Хвостовой плавник сильно выемчатый. Позвонков 24. Максимальная длина тела 50 см у Eugerres brasilianus.

## Классификация
В состав семейства включают 8 родов:
- Deckertichthys Vergara-Solana, 2014[4]
- Diapterus Ranzani, 1842 — Кабучи
- Eucinostomus Baird & Girard, 185 — Мохарриты
- Eugerres Jordan & Evermann, 1927 — Патао
- Gerres Quoy & Gaimard, 1824 — Герресы, или мохарры
- Parequula Steindachner, 1879 — Парекулы
- Pentaprion Bleeker, 1850 — Длиннопёрые мохарры
- Ulaema Jordan & Evermann 1895 — Улемы